# 萱原昌二
萱原 昌二（かやはら しょうじ、1937年 - ）は、日本の教育学者。専門は、日本史教育。

## 略歴
- 1937年（昭和12年） 香川県生まれ
- 1960年（昭和35年） 東京教育大学文学部日本史専攻卒業
- 1960年（昭和35年） 東京都公立学校教諭
- 1988年（昭和63年） 東京都立水元高等学校校長
- 1990年（平成2年） 東京都教育庁人事部管理主事
- 1992年（平成4年） 東京都立白鷗高等学校校長
- 1997年（平成9年） 筑波大学学校教育部教授・同大付属桐が丘養護学校校長
- 2001年（平成13年） 拓殖大学政経学部教職課程教授
- 2007年（平成19年）拓殖大学退職

## 所属学会等
- 日本進路指導学会
- 日本歴史学会
- 歌舞伎学会
- 全国歴史研究協議会顧問
- 東京都歴史教育研究会顧問

## 著書

### 単著
- 『鴎聲抄』（学事出版、1997年）
- 『戦後高校教育史―全国高等学校協会の歩みより―』（学事出版、2006年）

### 共著
- 『日本史《広がる視点》』（日栄社、1974年）
- 『日本の文化財』（日本文化財団、1982年）
- 『日本史』教科書（東京書籍、1982年）
- 『東京都の歴史散歩 下町』（山川出版社、1988年）
- 『政府機構と公務員制度改革』（並河信乃編著、イマジン出版、2002年）